# Яблоко раздора (фильм)
«Яблоко раздора» — советский полнометражный художественный комедийный фильм о колхозной жизни украинского села Затишное. Поставлен режиссёрами Валентином Плучеком и Екатериной Сташевской по пьесе Михаила Бирюкова «Солдат вернулся домой».

## Сюжет
Председатель украинского колхоза-миллионера «Коммунар» Илья Григорьевич Руденко (Евгений Весник) в селе Затишное, мечтая построить коммунизм в отдельно взятом хозяйстве, всеми средствами старается увеличить доход и даёт указание весь урожай яблок отправить в Заполярье, чтобы втридорога продать в Воркуте. Однако его друг, Ларион Иванович Коваль (Борис Тенин), вернувшийся в родное село с военной службы полковник в отставке, был удивлен странному подходу председателя к коллективному благополучию. Отставной полковник увидев такую социальную несправедливость и рвачество старого друга, сказал свое слово жестко и однозначно — «на чужом горбу в коммунизм не въедешь» и получил такую же однозначную поддержку у всех жителей села Затишья во главе с председателем сельсовета Василием Тихоновичем Крячкой (Анатолий Папанов). Постепенно меняется весь старый уклад сельской жизни, старый заведующий молочной фермой Гордей Семёнович Тявкало (Георгий Иванов), грешивший приписками, отстранён, а на его место назначена уважаемая всеми доярка Ульяна Дмитриевна Дудукалка (Татьяна Пельтцер). Передовая доярка Доминика Свиридовна (Ольга Аросева) отправляется на учёбу в академию сельского хозяйства, завхоз Иван Климович Помазан (Владимир Лепко) наконец-то перестаёт бездумно выполнять коммерческие указания председателя колхоза. И всё это на фоне динамично развивающейся личной линии сына председателя, молодого механизатора Макара Ильича Руденко (Евгений Супонев) и дочери отставного полковника, молодой доярки Марии Ларионовны Коваль (Лилия Шарапова). Лишь в конце всей этой хитросплетённой истории председатель колхоза понимает, признаёт и, главное, исправляет свои ошибки и просчёты…

## В ролях
- Борис Тенин — Ларион Иванович Коваль, гвардии полковник в отставке, Герой Советского Союза
- Евгений Весник — Илья Григорьевич Руденко, председатель колхоза «Коммунар»
- Татьяна Пельтцер — Ульяна Дмитриевна Дудукалка, доярка колхозной молочной фермы (в титрах Е. Пельтцер)
- Владимир Лепко — Иван Климович Помазан, заведующий хозяйством колхоза «Коммунар»
- Анатолий Папанов — Василий Тихонович Крячка, председатель сельсовета села Затишное, парторг
- Ольга Аросева — Доминика Свиридовна, доярка колхозной молочной фермы, Герой Социалистического Труда
- Евгений Супонев — Макар Ильич Руденко, сын председателя колхоза
- Лилия Шарапова — Мария Ларионовна Коваль, дочь гвардии полковника в отставке
- Виктор Шахов — Аркадий, дирижёр колхозного оркестра
- Георгий Иванов — Гордей Семёнович Тявкало, заведующий колхозной молочной фермой
- Александр Козубский — Степан Кормига, отставной номенклатурный работник
- Виктор Байков — Иван Мьяло, отставной номенклатурный работник
- Андрей Крюков — Василий Прудкий, отставной номенклатурный работник
- Владимир Дорофеев — Дед Плавунец, пенсионер
- Олег Солюс — Дед Жовтяк, пенсионер
- Анатолий Кубацкий — Дед Селивон, пенсионер
- Николай Яковченко — Дед Северига, пенсионер
- Светлана Харитонова — Анна Николаевна Горовая, инструктор райкома
- Нина Беляева — Евдокия Афанасьевна, жена председателя колхоза

## Съёмочная группа
- Сценаристы — Михаил Бирюков, Валентин Плучек, Георгий Штайн
- Режиссёры-постановщики — Валентин Плучек, Екатерина Сташевская
- Режиссёр — Эдгар Ходжикян
- Оператор-постановщик — Тимофей Лебешев
- Художник-постановщик — Василий Голиков
- Композитор — Александра Пахмутова
- Звукорежиссёр — Леонид Булгаков
- Текст песни — Борис Яроцкий
- Дирижёр — Юрий Силантьев
- Вокал — Борис Кузнецов, Лев Полосин
- Художник по костюмам — Роза Сатуновская
- Директор картины — Евгений Голынский

Лидер проката в СССР — 19,8 миллиона зрителей в 1963 году. Фильм снимался в молочно-овощеводческом совхозе № 1 Адлерского района. В массовых сценах приняли участие работники сохоза и жители посёлка Псоу. В фильме прозвучала «Песня ракетчиков», музыка А. Пахмутовой, слова Б. М. Яроцкого, исполняют: Б. Кузнецов и Л. Полосин.